# Coracornis sanghirensis
Espèce
Statut de conservation UICN

 CR  : 
En danger critique
Coracornis sanghirensis (anciennement Colluricincla sanghirensis) est une espèce de passereaux de la famille des Pachycephalidae.

## Répartition
L'espèce est endémique de l'île Sangihe (dite aussi Sangir) en Indonésie.

## Habitat
Il habite les forêts humides tropicales et subtropicales d'altitude.
Il est menacé par la perte de son habitat.

## Taxinomie
Les travaux phylogéniques de Jønsson et al. (2010) montrent que cette espèce n'est pas du tout apparentée aux autres espèces du genre Colluricincla. Le Congrès ornithologique international (COI), dans sa classification de référence (version 3.4, 2013) la déplace dans le genre Coracornis. Quand elle était placée dans le genre Colluricincla, son nom normalisé CINFO était Pitohui de Sangihe.
D'après le COI, c'est une espèce monotypique.